# Pasquale Falqui
Pasquale Falqui Cadoni (Samassi, 27 marzo 1902 – Calco, 3 dicembre 1999) è stato un farmacista e imprenditore italiano.
È noto per essere l'inventore del confetto Falqui.

## Biografia
Sardo di Samassi, nel 1921 si iscrisse a Chimica industriale all'Università di Bologna, ma nel 1922 passò a Farmacia; nel 1923 tornò in Sardegna, continuando Farmacia all'Università degli Studi di Cagliari; si laureò nel 1926, con la tesi Studio sulla radice di genziana sarda che cresce spontanea sulle falde del Gennargentu. Dopo la laurea, iniziò a lavorare nella farmacia di Iglesias. Dopo pochi anni si trasferì in Lombardia, prima a Milano e poi a Como, a causa della guerra.
Nel periodo bellico Falqui si dedicò alla ricerca di un prodotto contro la stitichezza e già nel 1938 mise in commercio un confetto chiamato Prunol. Dopo la guerra, Falqui aprì una farmacia a Milano, tuttora esistente in viale Zara. A Milano inaugurò anche una fabbrica che consentisse la produzione industriale del confetto lassativo da poco brevettato, che di lì a poco assumerà il nome dell'inventore. Successivamente verrà introdotto in commercio un altro noto prodotto, le palline Zigulì. Nel 1985, Falqui cedette la proprietà dell'azienda farmaceutica omonima.
Comprò una cascina a Calco, provincia di Lecco, la ristrutturò e lì visse sino alla fine dei suoi giorno. Morì nel 1999 a 96 anni di età.

## Vita privata
Si sposò con Nice Cucca, sarda di Muravera La coppia ebbe quattro figli: Anna, Salvatore, Paolo, Delia. 